# Andrzej Buncol
Andrzej Bernard Buncol (* 21. September 1959 in Gliwice) ist ein ehemaliger polnisch-deutscher Fußballspieler. Seine Karriere im Herrenbereich von 1977 bis 1997 begann er in der Volksrepublik Polen, bis er 1986 in die Bundesrepublik Deutschland wechselte, wo er für drei Vereine spielte. Für die polnische Nationalmannschaft kam er von 1980 bis 1986 zu 51 Einsätzen.

## Familie und Kindheit
Andrzej Buncols Großeltern und sein Vater, der in Berlin geboren worden war, waren deutschsprachig. Er selbst wurde im oberschlesischen Gliwice geboren und wuchs dort auf; seinerzeit wurden Unterhaltungen zwischen älteren Leuten auf Deutsch abgehalten.

## Karriere
Der Mittelfeldspieler Buncol begann mit dem Fußballspielen im Nachwuchs von Piast Gliwice und erhielt dort seinen ersten Vertrag für die erste Mannschaft; zwei Jahre später wechselte er zu Ruch Chorzów. 1982 stand er bei Legia Warschau unter Vertrag. Er nahm mit der polnischen Nationalmannschaft an der WM 1982 in Spanien teil und erzielte im dritten Gruppenspiel (5:1 gegen Peru) ein Tor. Nach dem Turnier erhielt er eine lose Anfrage eines italienischen Klubs, jedoch gestattete die damalige kommunistische Regierung in Polen den Spielern erst ab dem 28. Lebensjahr einen Wechsel ins Ausland. Buncol war zu diesem Zeitpunkt aber erst 23. 
Vor der WM 1986 in Mexiko wechselte der 27-Jährige über den Eisernen Vorhang in die Bundesrepublik Deutschland zum Erstligaaufsteiger FC 08 Homburg, nachdem Abgesandte des Vereins während des Trainingslagers der Nationalmannschaft von Polen in Bayern ihm einen Vertrag vorgelegt hatten. Der Wechsel kam zustande, nachdem er bei einer zuvor getätigten Vertragsverlängerung mit Legia Warschau ausgehandelt hatte, den Verein vorzeitig ins Ausland verlassen zu dürfen. Seine Nationalmannschaftskarriere war nach der WM allerdings vorbei, denn Nationaltrainer Antoni Piechniczek trat zurück und sein Nachfolger Wojciech Lazarek setzte auf Spieler aus der heimischen Liga. Insgesamt lief er bis Juni 1986 51-mal für Polen auf.
Nach einem Jahr in Homburg wechselte Buncol 1987 zu Bayer 04 Leverkusen. Im gleichen Jahr nahm er die deutsche Staatsbürgerschaft an, die ihm durch seine deutschen Vorfahren zustand. Zu diesem Schritt hatte ihn der Vorstand von Leverkusen bewegt, da zu diesem Zeitpunkt nur zwei Ausländer pro Mannschaft auf dem Spielfeld stehen durften. Infolge der Annahme der deutschen Staatsbürgerschaft wurde er 1987 offiziell aus der Nationalmannschaft wegen einer angeblich unpatriotischen Haltung ausgeschlossen. In seinem ersten Jahr mit den Leverkusenern gewann er als Stammspieler den UEFA-Pokal. Bis zum Ende seiner Karriere spielte er von 1992 bis 1997 bei Fortuna Düsseldorf.
Buncol ist Inhaber der Trainer-A-Lizenz. Ab 2008 war er Co-Trainer abwechselnd der U-15 und U-17 von Bayer 04. Ab Januar 2014 war er neben Jürgen Luginger Co-Trainer der Leverkusener Regionalligamannschaft, die Mitte 2014 den Spielbetrieb einstellte.

## Erfolge
- UEFA-Cup-Sieger: 1988
- Polnischer Meister: 1979
- WM-Teilnehmer: 1982 (3. Platz) und 1986
- Teilnehmer UEFA-Juniorenturnier: 1978 (3. Platz)